# Adam Zygmunt Sapieha
Pour les articles homonymes, voir Adam Sapieha et Sapieha.
Adam Zygmunt Sapieha, né le 2 mai 1892 à Helwan (Égypte) et mort le 20 octobre 1970 à Bruxelles (Belgique), est un prince polonais de la famille Sapieha.

## Biographie
Il est le fils de Władysław Leon Sapieha et de Elżbieta Konstancja Potulicka.
Au cours de la Première Guerre mondiale, il est l'un des premiers pilotes de l'aviation austro-hongroise. Il intègre ensuite l'armée polonaise en tant que lieutenant de cavalerie légère.

## Mariage
Le 10 décembre 1918, à Cracovie, il épouse Teresa Sobańska (20 octobre 1891 - 14 octobre 1981) fille du comte Michał Maria Sobański et de la comtesse Ludwik Wodzicka. Ils ont huit enfants :
1. Zofia Sapieha (1919-1997), grand-mère de Mathilde de Belgique,
2. Róża Maria Sapieha (1921-1944)
3. Gabriela Sapieha (1922-1924)
4. Adam Sapieha (1923-1923) (mort jeune)
5. Jadwiga Teresa Sapieha (1924-2017) épouse de Maurice de San (1911-1997)
6. Michał Ksawery Sapieha Kodenski (pl) (1930-2013)
7. Maria Ludwika Sapieha (1931-), épouse de Maximilien de Hemptinne
8. Stanisław Artur Sapieha (1937-1956)

## Sources
- (pl) Cet article est partiellement ou en totalité issu de l’article de Wikipédia en polonais intitulé « Adam Zygmunt Sapieha » (voir la liste des auteurs).

- (en) Cet article est partiellement ou en totalité issu de l’article de Wikipédia en anglais intitulé « Adam Zygmunt Sapieha » (voir la liste des auteurs).